# Rothiemurchus
Rothiemurchus is een bos en landgoed in Schotland. Het landgoed ligt in het midden van het Cairngorms National Park en is voor wat betreft de bedrijvigheid tegenwoordig bijna volledig aangewezen op het toerisme. Het landgoed wordt al vier eeuwen bewoond door de familie Grant. Tegenwoordig wordt het bewoond door de zeventiende Laird (Lord) Rothiemurchus en Lady Grant.
Duncan Grant, de Britse kunstschilder en een vooraanstaand lid van de Bloomsburygroep, werd op het landgoed geboren.

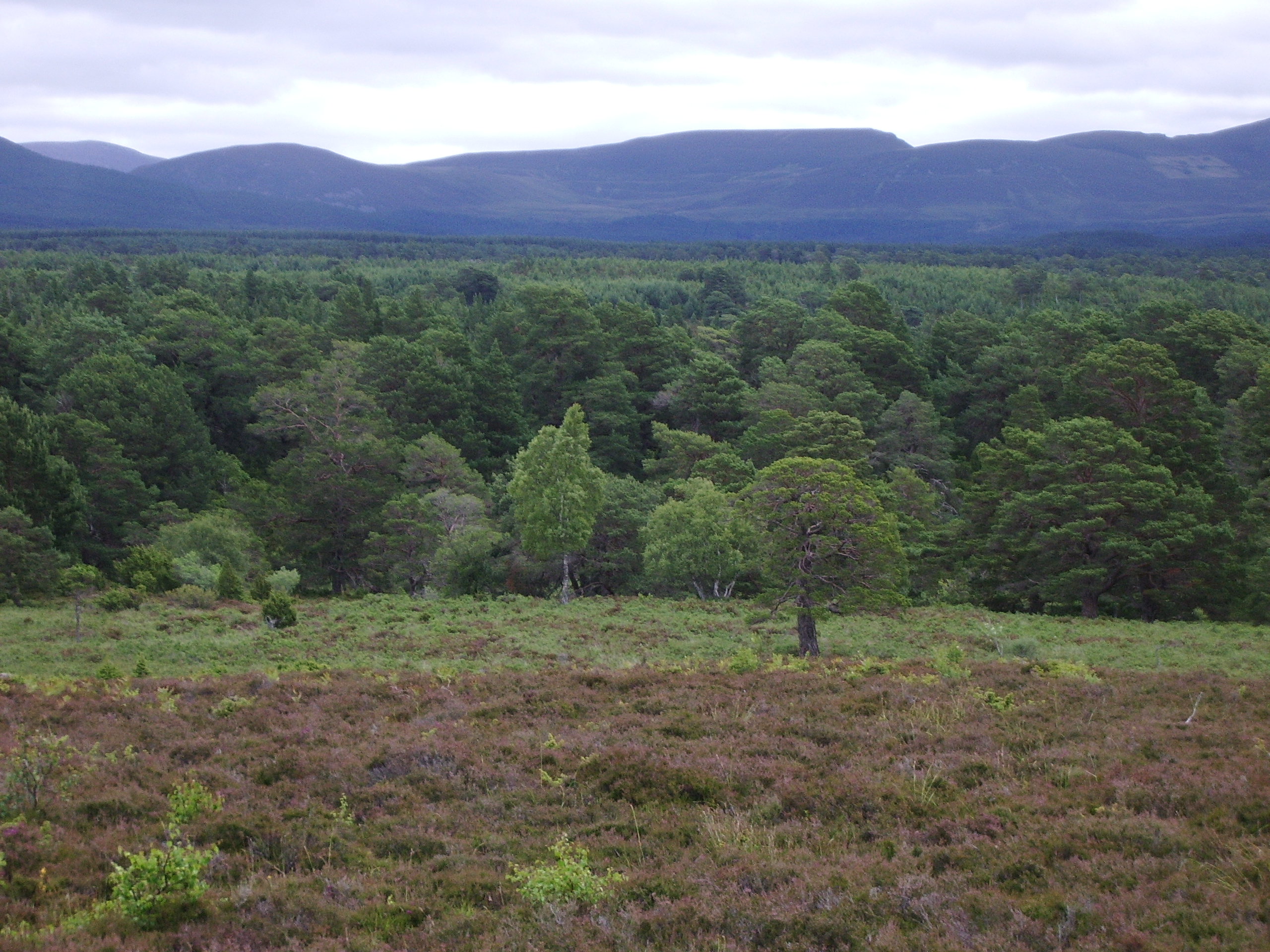
Bos van Rothiemurchus
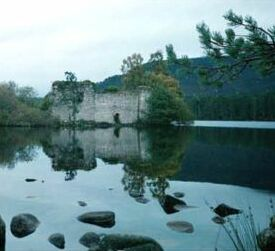
Loch An Eilein